# Triphosa rubicunda
Triphosa rubicunda là một loài bướm đêm trong họ Geometridae.